# Post mortem
Der Begriff post mortem (lateinisch für „nach dem Tod“) wird in der Medizin oder Kriminologie benutzt.
Wenn etwas nach dem Tod eines Menschen oder Tieres mit dem toten Körper geschieht, so ist dies post mortem. Die Handlung wurde dann postmortal durchgeführt. Das Gegenteil von post mortem ist ante mortem oder (in der Medizin) intra vitam, also eine Veränderung oder Handlung noch zu Lebzeiten.
In der Literatur kommt der Begriff neben dem häufiger gebrauchten postum (posthum) für Werke vor, die erst nach dem Tod ihres Autors veröffentlicht werden. Daneben wird von Schachspielern die Analyse einer gerade beendeten Partie auch als „Post Mortem“ bezeichnet.
Ein Testament ist eine Willenserklärung post mortem, wird also „nach dem Tode“ gültig.